# Heleen Ankersmit
Gerharda Helena Johanna (Heleen) Ankersmit (Deventer, 20 oktober 1869 – Rhenen, 21 augustus 1944) is een Nederlands feminist en het eerste vrouwelijke lid van de SDAP-afdeling te Deventer.

## Jeugd
Heleen Ankersmit, lid van het geslacht Ankersmit, is geboren als het vierde kind in een fabrikantengezin van dertien kinderen in Deventer. Haar moeder was Anna Maria Elisabeth Werle (1842 – 1902) en haar vader Hendrik Jan Ankersmit (1834 – 1905), een textielfabrikant uit Deventer. Ook al was zij geboren als het vierde kind, ze groeide op als het oudste meisje in huis want van de dertien kinderen – vijf meisjes en acht jongens – overleden drie zusjes en één broertje in hun jongere jaren. Ze bleef thuis wonen tot het overlijden van haar ouders; ze nam de zorg op zich voor haar zeven broers en zusje. Haar vader had in 1865 een grote katoenweverij opgericht. Precieze details van het gezinsleven ontbreken maar Ankersmit heeft waarschijnlijk een goede opvoeding gehad in een gezin dat vrij zuinig moest leven. Na het overlijden van haar vader kwam ze in contact met sociaaldemocraat Frank van der Goes die regelmatig lezingen gaf in Deventer. Van der Goes verbleef daarbij bij Ankersmit haar schoonzuster in Diepenveen die vervolgens zijn studieplannen met haar doorsprak. Ankersmit was 36 jaar toen ze lessen bij hem nam over de waardeleer van het socialisme. In 1907 werd ze als eerste vrouw lid van de Sociaal-Democratische Arbeiderspartij (SDAP) in Deventer. Heleen Ankersmit bleef ongehuwd.

## Amsterdam
Eind 1908 verhuisde Ankersmit naar Amsterdam waar ze een baan kreeg bij het Centraal Bureau voor Sociale Adviezen. Ze werd lid van de Sociaal-Democratische Studieclub (SDSC) en woonde in huis met medeleden: het echtpaar Wegerif. H.J. Wegerif was accountant en actief in de vakbeweging van handels- en kantoorbedienden. Willy Wegerif was lid van de Sociaal-Democratische Vrouwenclub uit Amsterdam wat Ankersmit veel inspireerde. De scheuring van de partij op het congres in Deventer in 1909 betekende het aftreden van Marie Mensing op een aantal bestuurlijke functies die Ankersmit mocht overnemen. Voornamelijk haar positie als secretaris voor de Bond van Sociaal-Democratische Vrouwenclubs (BSDVC) was belangrijk. Ze schreef artikelen voor het BSDVC-blad De Proletarische Vrouw en hield lezingen over sociale verzekeringen, gemeentepolitiek, onderwijs, vrouwenarbeid en algemeen en vrouwenkiesrecht. Ankersmit stond bekend als makkelijke spreker en was vaak de enige vrouwelijke spreker op grote betogingen voor het algemeen kiesrecht zoals in september 1910 in Amsterdam. Ze was dan ook een belangrijk spreker op de eerste vrouwendag in Nederland op 12 mei 1912.

## Internationale invloeden
Ankersmit raakte bevriend met Carry Pothuis-Smit, de redacteur van De Proletarische Vrouw en Mathilde Wibaut-Berdenis van Berlekom, voorzitster van de BSDVC. In 1910 verving ze Wibaut-Berdenis van Berlekom op een internationale conferentie voor socialistische vrouwen in Kopenhagen waar werd besloten internationaal een vrouwendag aan te wijzen om de propaganda voor gelijke rechten en vrede te versterken. Hier ontmoette ze onder meer Clara Zetkin en Aleksandra Kollontaj. Voor Zeitkin ging ze in Die Gleichheit ging schrijven en overlegde ze schriftelijk over vraagstukken met betrekking tot vrouwenbescherming, vrouwenarbeid en de moeilijke verhouding van de Nederlandse socialistische vrouwenclubs en hun partij afdelingen. In het voorjaar van 1914 bereidden zij samen in Berlijn het derde vrouwencongres voor maar deze werd afgelast door het uitbreken van de oorlog. Tijdens de oorlog verzorgde Ankersmit het contact tussen de Duitse en Britse vrouwenbewegingen. Uiteindelijk werd haar de toegang tot Duitsland ontzegd en toen ze in maart 1915 naar de internationale socialistische vrouwenconferentie in het neutrale Bern wilde reizen werd ze grondig onderzocht.

## Breuk
Ankersmit kreeg steeds meer problemen met de politiek van de SDAP. Ze was het er niet mee eens dat de partij besloot na het congres in februari 1918 te willen deelnemen aan een coalitieregering met burgerlijke partijen. Hierop volgens legde zij haar functie als secretaris van de BSDVC neer. Op 9 maart 1918 werd haar afscheidsbrief aan de leden van De Proletarische Vrouw gepubliceerd en in juli trad ze ook als lid af van de SDAP. In een ‘ingezonden’ brief aan De Proletarische Vrouw schreef Ankersmit dat ze het er niet mee eens was dat nota bene Suze Groeneweg als kandidaat werd voorgesteld voor de Tweede Kamer en dat de BSDVC haar vervolgens uitbundig feliciteerde. Ze vond het opportunistisch dat een vrouw die zich steeds vierkant tegenover de BSDVC had opgesteld nu zo werd gesteund door partij en vrouwenclubs. Zetkin probeerde haar tevergeefs tot andere gedachten te brengen en Wibaut-Berdenis van Berlekom noemde haar afscheid ‘een ware slag voor onze Bond’. 

## Communistische partij
Na de breuk werd Ankersmit lid van de Revolutionair-Socialistische Vrouwenbond (RSVB) die in april 1917 was opgericht door Hendrika van Zelm. Hiervoor publiceerde ze regelmatig in het bijbehorende blad De Voorbode, vooral over Montessori-opvoeding en -onderwijs wat niet algeheel vanzelfsprekend was voor arbeidersvrouwen. Tegelijkertijd was ze secretaris en bestuurslid van de Nederlandsche Montessori-Vereeniging en werd ze lid van de Bond van Revolutionair-Socialistische Intellectueelen. In 1921 was Ankersmit aanwezig op de tweede internationale communistische vrouwenconferentie in Moskou op uitnodiging van Zetkin; Roland-Holst was de officiële RSVB vertegenwoordigster en Mensing de internationaal secretaris van de Communistische Partij in Nederland (CPN). Hier ontmoette Ankersmit de vrouw van Lenin, Nadezjda Konstantinovna Kroepskaja. Het was Zetkins plan dat Ankersmit na de conferentie zou toetreden tot de CPN en een nieuwe internationale vrouwenbond zou oprichten. Dit ging echter niet door omdat de ‘oude’ vrouwenbond RSVB nog tot 1930 zou bestaan. 
Na haar terugkeer in Nederland werd Ankersmit wel lid van de Communistische Partij Holland (CPH) en kwam in het bestuur van de Internationale Arbeiders Hulp (IAH). Hier werkte ze tot 1928 mee aan de publicatie Kultuur en Wetenschap in het Nieuwe Rusland. Ze verdiende haar geld om (anoniem) te schrijven voor het blad van Nosokómos (Nederlandsche Vereeniging tot Bevordering der Belangen van Verpleegsters en Verplegers). Ze vertrok toen ze bijna zestig was en een hartelijk afscheidsartikel van collega’s in Nosokómos liet zien hoog erg zij werd gewaardeerd. 
Na haar afscheid in 1929 vertrok Ankersmit naar Wenen en maakte een reis door de Sovjet-Unie. Ze werd hier geënthousiasmeerd door het schoolsysteem en schreef hierover een zeer positieve brochure. Op haar tweede bezoek aan de Sovjet-Unie in 1935 was haar toon van schrijven al een stuk minder enthousiast. Ze beschreef onder meer over de verheerlijking van Stalin en van Lenins weduwe. Toch bleef haar liefde voor de Kroepskaja, de Stalinvereniging van de bevolking en de beginnende Stachanov-beweging duidelijk in haar schrijven. Terug in Nederland woonde ze in het 'Nieuwe Huis', een coöperatief flatgebouw voor alleenstaanden op het Roelof Hartplein in Amsterdam. 
Tijdens de oorlog was Ankersmit gedwongen onder te duiken doordat zij gesproken had tegen het opkomend nationaalsocialisme. Ze stierf in Rhenen in 1944, vlak voor de slag om Arnhem.

## Werken
Verschillende artikelen in De Proletarische Vrouw, Die Gleichheit, De Tribune en De Voorbode
- De arbeid der vrouwen bij den opbouw van den Sovjet-staat (1928)
- Het wezen der school in Sovjet-Rusland zooals het uit den arbeid der kinderen uit ons kwam. Amsterdam, Querido (1931)
- Een maand in de Sowjet-Unie. Amsterdam, Uitgeverij V.V.S.U. (1936)